# Clubiona achilles
Clubiona achilles là một loài nhện trong họ Clubionidae.
Loài này thuộc chi Clubiona. Clubiona achilles được Henry Roughton Hogg miêu tả năm 1896.